# Lissodema lewisi
Lissodema lewisi es una especie de coleóptero de la familia Salpingidae.

## Distribución geográfica
Habita en Sri Lanka.